# Ала ле Мен
Ала ле Мен (фр. Allas-les-Mines) насеље је и општина у југозападној Француској у региону Аквитанија, у департману Дордоња која припада префектури Сарла ла Канеда.
По подацима из 2011. године у општини је живело 203 становника, а густина насељености је износила 28,84 становника/km². Општина се простире на површини од 7,04 km². Налази се на средњој надморској висини од 100 метара (максималној 250 m, а минималној 56 m).

## Демографија
| 1962. | 1968. | 1975. | 1982. | 1990. | 1999. | 2011. |
| ----- | ----- | ----- | ----- | ----- | ----- | ----- |
| 182   | 236   | 198   | 185   | 203   | 224   | 203   |

График промене броја становника у току последњих година